# 우에무라 슈
우에무라 슈(植村秀, 1928년 6월 19일 ~ 2007년 12월 29일)는 일본의 메이크업 아티스트로, 화장품 회사 슈에무라를 창업하였다. 슈에무라는 2004년 로레알 그룹에 인수되어 현재는 로레알 그룹의 산하 브랜드로 운영되고 있다.